# إيجيس للخدمات الدفاعية
إيجيس للخدمات الدفاعية، هي شركة بريطانية عسكرية وأمنية خاصة لها مكاتب خارجية في أفغانستان والإمارات العربية المتحدة والعراق والمملكة العربية السعودية وليبيا والصومال وموزمبيق. وهي جزء من مجموعة شركات ايجيس، والتي تضم ايجيس ال ال سي، ومقرها في الولايات المتحدة، تأسست في عام 2002 من قبل تيم سبايسر، الذي كان سابقًا الرئيس التنفيذي للشركة العسكرية الخاصة ساند لاين إنترناشيونال، و جيفري داي، رجل الأعمال، ومارك بولو ودومينيك أرمسترونج، مصرفيو الاستثمار السابقون.